# Shemá Jisrael
Shema Jisrael er de første to ord i en af de mest centrale tekststykker/sætninger fra Torah og regnes derfor af nogen som den jødiske trosbekendelse. Sætningen, der er nævnt i 5. Mosebog lyder i sin fulde længde:

"Hør, Israel! Herren er vor Gud, Herren er én." (שְׁמַע יִשְׂרָאֵל, Shema Yisrael YHWH Eloheinu YHWH Echad)

Derved fastslås den strenge monoteisme, der er karakteristisk for jødedommen.
Sætningen ovenfor ledsages i gudstjenesten af tre andre fragmenter fra Torah. I det første befales den enkelte jøde at elske Gud af hele sit hjerte, hele sit sind og med hele sin evne. Dernæst påbydes den enkelte jøde at lade "disse ord hvile" i sit hjerte, at indprente sine børn dem, at skrive dem på sine dørstolper (deraf reglen om mezuzot) og at "binde dem som et tegn på sin arm" og "som ornamenter mellem øjnene" – deraf reglen om tefillin.
Det andet tekstfragment handler om Guds belønning og straf, hvis man overholder/bryder hans lov. Det tredje fragment drejer sig om buddet om tzitzit.